# Suzanne Osten
Suzanne Osten   (Estocolm, 20 de juny de 1944 - Estocolm, 28 d'octubre de 2024) fou una guionista, directora teatral i directora cinematogràfica sueca. Va realitzar pel·lícules sobre temes com la infància, el maltractament infantil, l'anorèxia, el sorgiment del neonazisme i el terrorisme. Va ser guanyadora del Premi Guldbagge pel film The Mozart Brothers.

## Direcció teatral
- The Smile of Hades (Underjordens leende) 1982.
- A clean girl (En ren flicka) Lotte Möller 1983.
- Hitler’s Childhood (Hitlers barndom) de Niklas Rådström, 1984.
- The Danton affair (Affären Danton) Stanisława Prszybyzevka, 1986
- The toad aquarium (Paddakvariet) Eva Ström, 1988.
- In the summerhouse (I Lusthuset) Jane Bowles, 1988.
- Irena’s new life (Irinas nya liv) Irina von Martens, 1996.
- The girl, the mother and the rubbish (Flickan, mamman och soporna) the Brooklyn Academy of Music a New York, 1998.
- Difficult people (Besvärliga människor) Nils Gredeby, 1999.
- The main thing (Det allra viktigaste) Nikolaj Jevreinov 2002.
- Cabaret Submission (Kabaret Underordning) Erik Uddenberg, 2005.
- Alcestis (Alkestis) Euripides, 2006.
- Baby drama (Babydrama) Ann-Sofie Bárány. 2006.

## Autoria
- Gee girls, liberation is near! (Jösses flickor, befrielsen är nära!) co-author Margareta Garpe, 1974.
- Medea’s children (Medeas barn), co-author Per Lysander, 1975.